# 卡拉什科博尼图
卡拉什科博尼图是巴西托坎廷斯州的一个市镇。总面积195.017平方公里，总人口3314人，人口密度17人/平方公里。